# Ramathibodi II.
Ramathibodi II. (Thai: สมเด็จพระรามาธิบดีที่2 - Somdet Phra Ramathibodi Thi Song, auch Prinz Jetta; * 1472; † 1529 in Ayutthaya) war König von Ayutthaya, einem Königreich in Siam (heute: Thailand), und Nachfolger seines Bruders Borommarachathirat III.

## Leben
Ramathibodi's Regierungszeit ist von einer eher friedlichen Entwicklung Ayutthayas gekennzeichnet, wenn es auch einige militärische Zwischenfälle gab. So entstand 1492 ein bizarrer Konflikt mit Chiang Mai (dem Reich Lan Na), als ein Sohn von Ramathibodi, der als buddhistischer Mönch in Chiang Mai weilte, die wertvolle Figur des Kristall-Buddha entwendete. König Phra Yot von Lan Na setzte sich daraufhin nach Ayutthaya in Bewegung und erzwang die Rückgabe des Heiligtums. Die kam später trotzdem nach Ayutthaya infolge einiger Grenzkriege mit den Nachfolgern König Phra Yots zwischen 1507 und 1515.
Nachdem Vasco da Gama 1498 die Handelsroute nach Indien geöffnet hatte, entwickelten sie eine rege Erschließungstätigkeit für Handel und politischen Einfluss. Im gerade eroberten Malakka hatten sie im Jahre 1511 erstmals von einem „König von Ayuthia in Sayam“ erfahren und von dort aus eine Wirtschaftsdelegation nach Ayutthaya gesandt. In der Folge schloss der portugiesische Gesandte Duarte Coelho mit dem Königreich Ayutthaya Verträge, die den Portugiesen Handelsstützpunkte erlaubte, unter anderem in Mergui, Tenasserim (heute: Tanintharyi-Division) und Nakhon Si Thammarat (Ligor). 1516 schließlich durfte Portugal die erste europäische Botschaft in Ayutthaya errichten, mit dem Recht auch die christliche Religion ausüben zu dürfen. Als Gegenleistung hatten die Portugiesen Feuerwaffen zu liefern und für die Ausbildung des Militärs zu sorgen.
Aufgrund der neuartigen Anforderungen an die Kriegsführung führte Ayutthaya die allgemeine Wehrpflicht ein und organisierte den Bau von Forts und Stadtmauern.
In den letzten Jahren seiner Regierungszeit strebte Ramathibodi II. im Norden eine defensive Taktik an. Er berief seinen ältesten Sohn, Prinz Atityawong (Thai: พระอาทิตยวงศ์) zum Thronerben (Uparat) und sandte ihn als Gouverneur nach Phitsanulok. Nach 38 Regierungsjahren starb König Ramathibodi, Nachfolger wurde sein Sohn als Boromaracha IV.